# Æðuvík
Æðuvík (duń. Avevig, IPA: ɛavʊvʊik) – miejscowość na archipelagu Wysp Owczych, zależnym terytorium Królestwa Danii, położonym na Morzu Norweskim. Administracyjnie znajduje się w gminie Runavík. Nazwa miejscowości oznacza, po przełożeniu na język polski, Zatoka edredonów. Zamieszkuje w niej 105 osób.

## Położenie
Æðuvík jest najdalej wysuniętą na południe miejscowością wyspy Eysturoy. Leży ona na zachodnim wybrzeżu nad wodami Morza Norweskiego. Na południe od niej znajduje się przylądek Eystnes, z którego roztacza się widok na pobliskie wyspy – Streymoy i Nólsoy oraz fiord Nólsoyarfjørður. Na zachód od osady za wzniesieniem widoczna jest dalsza część wyspy Streymoy za fiordem Tangafjørður. Na północ od osady ciągnie się dolina, przez którą poprowadzono drogę. Można nią dojechać do pobliskich miejscowości, takich, jak: Nes, Toftir, Runavík czy Rituvík, a także do jeziora Toftavatn. Przez Æðuvík przepływa ciek zwany Skøtá.

## Informacje ogólne

### Demografia
Æðuvík w roku 1985 zamieszkiwało 88 osób. Liczba ludności z pewnymi wahaniami wzrosła do 96 w roku 1991, jednak od tamtej pory zaczęła sukcesywnie maleć, szczególnie w szczytowym okresie kryzysu gospodarczego w połowie lat 90. XX wieku. W roku 1995 mieszkało tam 65 osób. Od tamtej pory aż do dziś odnotowuje się sukcesywny wzrost liczby ludności. W roku 2002 populacja wyniosła 100 osób, a współcześnie (1 stycznia 2016 r.) utrzymuje się na poziomie 104 ludzi.
W Æðuvík przeważają (2016 r.) mężczyźni, których jest 61 na 44 kobiety. Współczynnik feminizacji wynosi więc około 72,1. W przeszłości sytuacja wyglądała podobnie – mężczyźni przeważali nad kobietami, jednak różnica nie była aż tak dobrze widoczna, jak współcześnie. Społeczeństwo Æðuvík można określić, jako stosunkowo młode. Osoby poniżej osiemnastego roku życia stanowią 31,4% populacji, a osoby w wieku poprodukcyjnym niemal 12,4%. Współczynnik przyrostu naturalnego dla miejscowości w roku 2016 wyniósł 0‰ (1 urodzenie żywe, 1 zgon). Saldo migracji zaś miało wartość dodatnią (przybyła jedna osoba), przy czym ludzie migrowali głównie w obrębie archipelagu Wysp Owczych, jak i do innych krajów.
Według danych Urzędu Statystycznego (1 stycznia 2016 r.) Æðuvík jest 56. co do wielkości miejscowością Wysp Owczych.

### Transport
Æðuvík połączony jest z pozostałą częścią archipelagu Wysp Owczych drogą numer 68. Rozpoczyna ona tam swój bieg i ciągnie się na północ do Rituvík. By dotrzeć do tej miejscowości można skorzystać z transportu publicznego. Jedyną linią autobusową, która przecina tę miejscowość jest linia nr 442. Autobus wyrusza z Rituvík, przejeżdża przez Æðuvík i dociera do Glyvrar. Trasę tę pokonuje trzy razy dziennie (poza weekendami, a rano jedynie w dni szkolne).

## Historia
Miejscowość Æðuvík założono w roku 1897, choć ślady działalności człowieka w jej okolicach pochodzą z czasów wikińskich. Znajduje się tam miejsce, w którym obradował niegdyś lokalny Thing, zwane Tinghella. Obecnie jest ono dostępne jedynie od strony morza, przez które jest okresowo zalewane.